# Baḩrūd
Baḩrūd (persiska: بحرود) är en ort i Iran.   Den ligger i provinsen Khorasan, i den nordöstra delen av landet, 600 km öster om huvudstaden Teheran. Baḩrūd ligger 1 128 meter över havet och antalet invånare är 256.
Terrängen runt Baḩrūd är platt. Runt Baḩrūd är det ganska tätbefolkat, med 56 invånare per kvadratkilometer. Närmaste större samhälle är Moḩīţābād-e Seyyedhā, 18,2 km öster om Baḩrūd. Trakten runt Baḩrūd består till största delen av jordbruksmark.